# Paul Geisler (Komponist)
Paul Friedrich Wilhelm Geisler (* 10. August 1856 in Stolp in Hinterpommern; † 3. April 1919 in Posen) war ein deutscher Dirigent und Komponist.
Geisler erhielt seine Grundausbildung von seinem Großvater Wolfgang Viereck, einem Musikdirektor in Marienburg. Danach setzte er seine Ausbildung bei Konstantin Decker fort. 1881–1882 war er Korrepetitor am Leipziger Stadttheater, 1882–1883 Kapellmeister auf Angelo Neumanns Wagner-Tournee. 1883–1885 dirigierte er neben Anton Seidl in Bremen. Nach Aufenthalten in Leipzig und Berlin ließ er sich in Posen nieder, wo er ein Konservatorium gründete und die Symphoniekonzerte der Posener Orchestervereinigung dirigierte. 1899–1903 war er Dirigent des Provinzialsängervereins. 1902 wurde Geisler zum Königlichen Musikdirektor ernannt. Er komponierte Opern, Symphonien, Chorwerke, Lieder und Klaviermusik.

## Werke (Auswahl)
- Ingeborg (Oper), 1884, Text nach Peter Lohmanns „Frithjof“
- Der Rattenfänger von Hameln (symphonische Dichtung)
- Till Eulenspiegel (symphonische Dichtung)
- Mira (symphonische Dichtung)
- Maria Magdalena (symphonische Dichtung)